# Andrej Bohuš
Andrej Bohuš (? – 30. května 1720, Judenburg) byl jezuita, který pocházel ze šlechtického rodu Bohušovců. Vystudoval na univerzitě v Trnavě, kde se stal profesorem. Kvůli zdravotním potížím v roce 1715 odešel učit na univerzitu do Záhřebu. Zemřel ve městě Judenburg 30. května 1720.

## Díla
- Instabile fortunae lusus sive coronatorum capitum Nuna. Trnava, 1697.
- Minerva laureatum sive Placita politico a morální e Selecta auctoribus deprompta. Trnava, 1703.
- Laurea Magistratuales Doctor Gentium Orientali Divi Francisci Xaverii E. Societate Jesu Honoré Reverendum ... DD. AA. et Philosphiae Neo-Doctorum Cum per R.P. Andreu Bohus ... Trnava, 1703.